# Atlantocis gillerforsi
Atlantocis gillerforsi is een keversoort uit de familie houtzwamkevers (Ciidae). De wetenschappelijke naam van de soort werd in 1985 gepubliceerd door Gunnar Israelson.